# Хампшър
Хампшир или Хемпшир (на английски: Hampshire) е историческо, административно неметрополно и церемониално графство в регион Югоизточна Англия. Площта на административното графство е 3679 km², а населението – 1 259 400 души (2005). Административен център е град Уинчестър. Церемониалното (географско) графство включва административното графство и унитарните единици Портсмът и Саутхамптън. Към историческото графство се причисляват освен това и унитарната единица Борнмът и районът около Крайстчърч, които сега са част от административното графство Дорсет, както и остров Уайт (сега отделно графство).